# جلويد سامويل
جلويد سامويل (بالإنجليزية: Jlloyd Samuel)‏، من مواليد 29 مارس 1981 في ترينيداد في ترينيداد وتوباغو، لاعب كرة قدم إنجليزي.
بدأ مسيرته الكروية مع نادي أستون فيلا في عام 1998، وفي موسم 2001/2002 أعير إلى نادي غيلينغهام، ولعب معهم 8 مباريات، ثم انتقل إلى نادي أستون فيلا. وقد بدأ باللعب مع منتخب إنجلترا لكرة القدم في عام 2004. في 15 مايو 2018 أعلنت وفاته عن عمر يناهز 37 عام بعد تعرضه لحادث سير.

## روابط خارجية
- جلويد سامويل على موقع الاتحاد الدولي (مؤرشف)  (الإنجليزية)
- جلويد سامويل على موقع قاعدة بيانات كرة القدم.إي يو (الإنجليزية)
- جلويد سامويل على موقع ناشيونال فوتبول تيمز (الإنجليزية)
- جلويد سامويل على موقع Soccerbase.com (لاعب) (الإنجليزية)
- جلويد سامويل على موقع Soccerway.com (الإنجليزية)
- جلويد سامويل على موقع عالم كرة القدم.نت (الإنجليزية)
- جلويد سامويل على موقع كووورة